# Кортни, Уильям, 1-й виконт Кортни
Уильям Кортни, 1-й виконт Кортни (англ. William Courtenay, 1st Viscount Courtenay; 11 февраля 1709 — 16 мая 1762) — британский пэр, также известный как де-юре 7-й граф Девон.

## Происхождение и образование
Родился 11 февраля 1709 года. Старший сын Уильяма Куртене, де-юре 6-го графа Девона и 2-го баронета Кортни (1676—1735), и леди Энн Берти.
Сэр Уильям Кортни получил образование в Вестминстерской школе и окончил колледж Магдалины Оксфордского университета в 1731 году со степенью магистра искусств.
10 октября 1735 года после смерти своего отца Уильям Кортни унаследовал титул 3-го баронета Кортни и де-юре титул 7-го графа Девона.
В 1739 году колледж Магдалины присвоил ему почетную степень доктора гражданского права.
Уильям Кортни заседал в Палате общин Великобритании от Хонитона (1734—1741) и Девона (1741—1762).
6 мая 1762 года для него был создан титул 1-го виконта Кортни из замка Паудерем в графстве Девон.

## Брак и дети

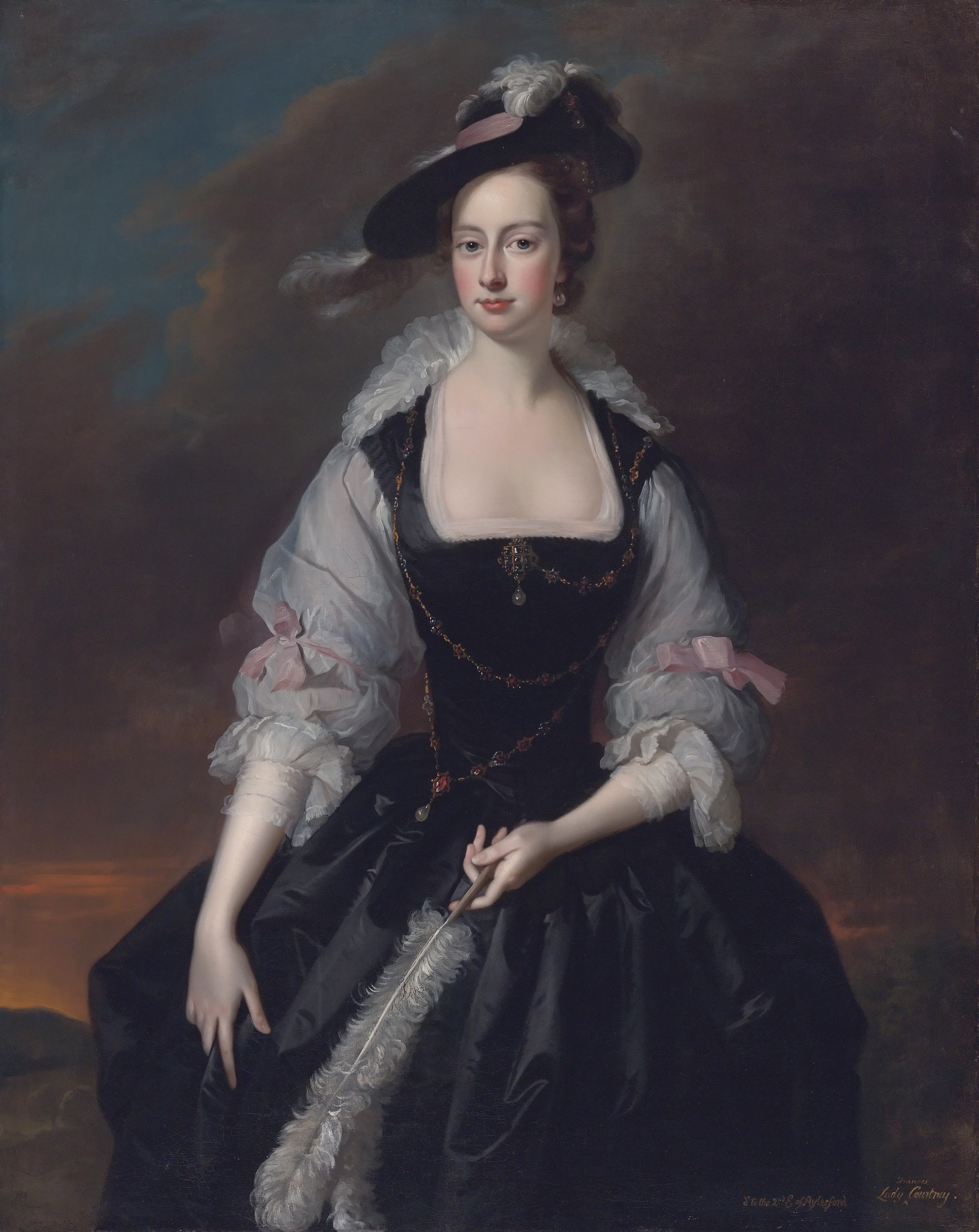
Леди Фрэнсис Финч, жена Уильяма Кортни, 1-го виконта Кортни. Портрет Томас Хадсона

Уильям Кортни женился 2 апреля 1741 года на леди Фрэнсис Финч (4 февраля 1720/1721 — 19 декабря 1761), дочери Хениджа Финча, 2-го графа Эйлсфорда, от его жены Мэри Фишер (1690—1740), дочери сэра Клемента Фишера, 3-го баронета (ок. 1675—1729) из Пакингтон-холла, Уорикшир. У супругов были следующие дети:
- Уильям Кортни, 2-й виконт Кортни (30 октября 1742 — 14 октября 1788)
- Элизабет Энн Кортни (19 февраля 1744—1744)
- Достопочтенная Мэри Кортни (3 марта 1745 — 13 февраля 1783)
- Достопочтенная Шарлотта Кортни (? — 1826), в 1782 году она вышла замуж за Александра Уэддерберна, 1-го графа Росслина
- Достопочтенная Фрэнсис Кортни (? — 24 февраля 1828), в 1770 году она вышла замуж за сэра Джона Роттсли, 8-го баронета.
- Достопочтенная Люси Кортни (род. 6 июня 1748—1786), в 1777 году она вышла замуж за Джона Коатеса из Вудстока.

16 мая 1762 года Уильям Кортни скончался в возрасте 52 лет. Он был похоронен 31 мая 1762 года в Паудереме, Девон.

## Резиденции
Его резиденцией в Девоне был замок Паудерем, который он значительно перестроил, и Форд-хаус, Вулборо, недалеко от Ньютон-Эббот. Его городской дом в Эксетере был местом нынешнего Института Девона и Эксетера по адресу 7 Cathedral Close, на северной стороне Cathedral Green. Когда-то он был домом парламентского генерала сэра Уильяма Уоллера, чья дочь Маргарет Уоллер была женой прадеда Кортни, сэра Уильяма Кортни, 1-го баронета (? — 1702). Части здания Уоллера сохранились сзади и в районе сторожки, выходящей на Клоуз. Старый зал и кухня были снесены в 1813 году, чтобы освободить место для Института, и на их месте и на бывшем внутреннем дворе теперь расположены библиотеки.